# Bernard Laponche
 (mai 2024).
Bernard Laponche, né à Alençon en 1938, est un ingénieur français, consultant international dans les domaines de l'énergie et de l'efficacité énergétique. Il défend des positions critiques sur le nucléaire civil et militaire.
Il est membre des associations Global Chance et Énergie Partagée.

## Biographie

### Jeunesse et formation
Bernard Laponche naît en 1938 à Alençon, dans l'Orne. Ses parents sont originaires du Massif central. Son père, centralien, est directeur des services techniques d'Alençon. Il étudie au lycée Thiers à Marseille.
En 1957, il est reçu à l'École polytechnique. Il se tourne par la suite vers la physique. De 1959 à 1961, il effectue son service militaire dans la Marine nationale. Il met à profit cette période pour passer une licence de mathématiques.
Ingénieur de Polytechnique, il est aussi docteur ès sciences en physique des réacteurs nucléaires et docteur en économie de l'énergie (prospective énergétique).

### Activités professionnelles et militantes
Il devient ingénieur au Commissariat à l'énergie atomique (CEA), et responsable syndical à la CFDT dans les années 1970 (syndicat du CEA puis confédération). 
La CFDT s’oppose alors au plan Messmer visant à lancer six réacteurs par an, juste avant la construction de la centrale nucléaire de Fessenheim, lancée elle en 1977. 
Laponche est ensuite directeur des programmes, puis directeur général de l'Agence française pour la maîtrise de l'énergie (AFME) de 1982 à 1987.
En 1998-1999, il est conseiller technique de Dominique Voynet, ministre de l'Aménagement du territoire et de l'Environnement, pour les questions énergétiques et la sûreté nucléaire.
Depuis l'an 2000, il exerce des activités de consultant dans les pays de l’Europe et du bassin méditerranéen, notamment pour le compte de l’Agence de l’environnement et de la maîtrise de l’énergie (ADEME) et de l’Agence française de développement (AFD).
En 2011, il publie une tribune où il affirme qu'il y a la probabilité d'un accident majeur en France et dans l'Union européenne.
En 2016, il est favorable à la fermeture de la centrale nucléaire de Fessenheim.

#### Autres activités militantes
Bernard Laponche mène aussi des activités militantes, associatives, notamment :
- En 1992, il rejoint l'association Global Chance fondée par Martine Barrère, Benjamin Dessus, François Pharabod, Arthur Riedacker et Philippe Roqueplo[1].
- En 2008, il participe à la création de l'association des Amis d'Enercoop et en est le président jusqu'en 2012.
- En 2010, il est l'un des fondateurs du mouvement Énergie Partagée et membre du bureau de l'association[2].

## Publications

### Livres
- Avec Bernard Jamet, Michel Colombier et al., Maîtrise de l'énergie pour un monde vivable, préf. de Michel Rolant, édité et diffusé par ICE, 1997  (ISBN 2-9510798-0-X)
- Maîtriser la consommation d'énergie aux éditions Le Pommier, 2004  (ISBN 2-7465-0155-4)
- Avec Benjamin Dessus, En finir avec le nucléaire. Pourquoi et comment, éditions du Seuil, 2011  (ISBN 978-2-02-105919-9)

### Articles
- « Cette énergie qui nous manque », Cosmopolitiques no 9, en collaboration, Éd. Apogée, 2005